# Rhodiola himalensis
Rhodiola himalensis är en fetbladsväxtart. Rhodiola himalensis ingår i släktet rosenrötter, och familjen fetbladsväxter.

## Underarter
Arten delas in i följande underarter:
- R. h. bouvieri
- R. h. himalensis
- R. h. taohoensis